# Capucin de Madagascar
Lepidopygia nana
Genre
Espèce
Statut de conservation UICN

 LC  : Préoccupation mineure
Le Capucin de Madagascar (Lepidopygia nana, anciennement Lemuresthes nana) est une espèce de passereaux de la famille des Estrildidae. Il est parfois appelé Spermète nain ou Nonnette naine.

## Description
Cet oiseau mesure environ 9 cm de longueur. Il ne présente pas de dimorphisme sexuel.
Les parties supérieures sont brun olive et les inférieures grises avec le ventre lavé de brun. Les lores, le menton et la gorge sont noirs. Les yeux sont marron, la mandibule supérieure noire et l'inférieure gris bleu tandis que les pattes sont de couleur corne.

## Répartition
Cet oiseau vit à Madagascar.

## Habitat
Cette espèce fréquente la brousse, les pâturages, les champs et les abords de villages. Il se trouve aussi dans les villes.

## Comportement
Cet oiseau vit en couples ou en groupes pouvant atteindre 40 individus.

## Taxonomie
Cette espèce avait été placée dans le genre Lemuresthes, mais il est apparu que le genre Lepidopygia était disponible et antérieur, et qu'il avait donc la priorité pour accueillir cette espèce. Le Congrès ornithologique international (classification version 5.1, 2015) la transfère donc dans ce dernier genre.
synonymes
- Pyrrhula nana Pucheran, 1845 (protonyme)
- Lonchura nana (Pucheran, 1845)
- Lemuresthes nana

### Sous le nomLemuresthes nana
- (fr) Oiseaux.net : Lepidopygia nana (+ répartition)
- (en) Congrès ornithologique international : Lepidopygia nana dans l'ordre Passeriformes (consulté le 17 mai 2015)
- (en) Zoonomen Nomenclature Resource (Alan P. Peterson) : Lemuresthes nana  dans Passeriformes
- (en) NCBI : Lemuresthes nana (taxons inclus)
- (fr + en)  Avibase : Lonchura nana (+ répartition)
- (en) UICN : espèce Lonchura nana (Pucheran, 1845)